# ヤチェク・ウショラ
ヤチェク・ウショラ（ポーランド語: Jacek Roman Wszoła、ポーランド語の読みはヤツェク・フショワ、1956年12月30日 - ）は、ポーランドの陸上競技男子走高跳の元選手である。

## 主な成績
- 1976年モントリオールオリンピック金メダル（五輪新記録2m25）
- 1980年モスクワオリンピック銀メダル（記録2m31）

## プロフィール
- 1970年代後半～1980年代初期に活躍した走高跳の選手である。
- オリンピック連覇が有力視されたモスクワオリンピックでは東ドイツの新鋭ゲルト・ベッシクが2m36の世界新記録をマークしたため銀メダルに終わった。